# University of Oxford
Oxford University, officielt University of Oxford, er et universitet i Oxford i Oxfordshire i England. Universitetet er det ældste i den engelsktalende verden.
Det ligger ved Themsens øvre løb ca. 80 km nord-nordvest for London. Selv om det er uklart, hvornår universitetet blev opført, vides det med sikkerhed, at der eksisterede skoler i Oxford allerede i det tidlige 12. århundrede, og at der ved udgangen af århundredet var etableret et universitet. Fra 1167 steg antallet af studerende markant, da Henrik 2. forbød engelske studerende at studere ved universitetet i Paris.
Med åbningen af Somerville College og Lady Margaret Hall i 1879 kunne kvinder studere på universitetet.
Universitetet rummer en række museer, heriblandt verdens ældste universitetsmuseum; Ashmolean Museum samt Pitt Rivers Museum, Pitt Rivers Museum, Bate Collection of Musical Instruments, Christ Church Picture Gallery, History of Science Museum, Oxford og Oxford University Museum of Natural History.

## Berømte studerende
Universitetet har haft mange kendte britiske studerende: fra kardinal Thomas Wolsey til Oscar Wilde og Sir Richard Burton til Cecil Rhodes og sir Walter Raleigh
Astronomen Edmond Halley studerede i Oxford og fysikeren Robert Boyle udførte sin vigtigste forskning i Oxford. Antropologen Sir Edward Burnett Tylor var professor og skrev nogle af sine vigtigste værker her, og J.R.R. Tolkien var professor i Oxford .
Britiske premierministre som har studeret på Oxford tæller William Pitt den ældre, George Canning, Robert Gascoyne-Cecil, H. H. Asquith, Clement Attlee, Anthony Eden, Harold Macmillan, Edward Heath, Sir Harold Wilson, Lady Margaret Thatcher og David Cameron, og politikere som Boris Johnson (tidligere borgmester i London, nu premierminister), og Rhodri Morgan (førsteminister for Wales fra 2000–09).